# Jesús Dátolo
Jesús Alberto Dátolo (* 19. Mai 1984 in Carlos Spegazzini) ist ein argentinischer Fußballspieler.

## Karriere

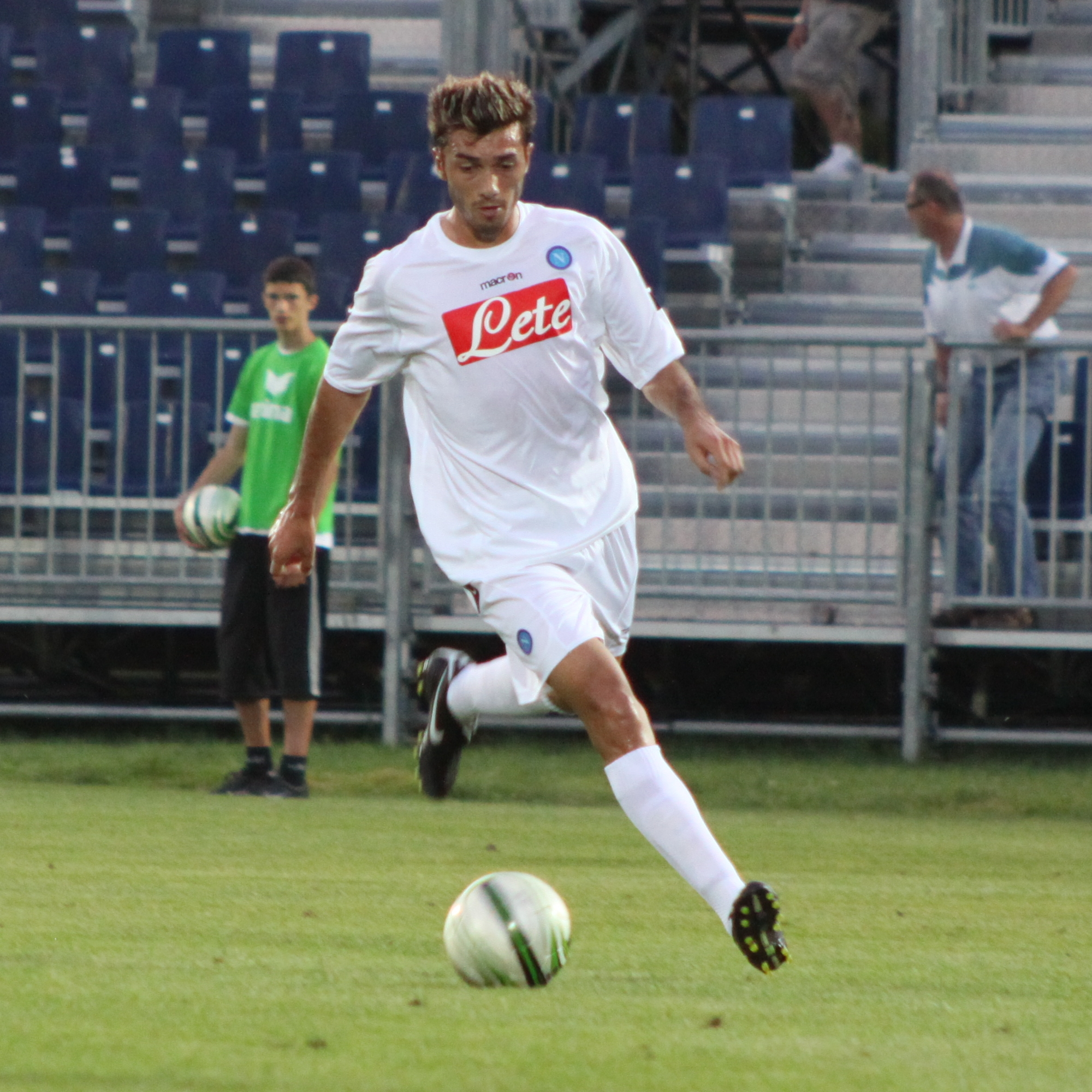
Dátolo 2009 im Trikot des SSC Neapel

### Im Verein
Der offensive Mittelfeldspieler begann seine Karriere bei Cañuelas in der vierthöchsten argentinischen Liga. Im Jahr 2002 wechselte er zu CA Banfield in die Primera División. Am 29. August 2004 debütierte er in der höchsten argentinischen Spielklasse in der Auswärtspartie gegen Arsenal de Sarandí, die torlos endete. Dort entwickelte er sich innerhalb weniger Jahre zu einem der wichtigsten Leistungsträger des Teams. Im Sommer 2006 wechselte Dátolo für eine Million Euro zum argentinischen Topverein Boca Juniors. Der Mittelfeldspieler gehörte seit dem Torneo Apertura 2007 zur Stammformation der Boca Juniors. Er gewann mit Boca die Copa Libertadores 2007 und das Torneo Apertura im Jahr 2008.
Am 31. Januar erwarb ihn der italienische Traditionsverein SSC Neapel für eine Ablöse von über fünf Millionen Euro. Er unterzeichnete bei den Süditalienern einen auf fünf Jahre befristeten Vertrag. Er debütierte in der Serie A am 14. Februar 2009 in der Partie gegen den FC Bologna. Er schoss sein erstes Serie-A-Tor am 31. Oktober 2009 in der Partie gegen Juventus Turin zum 2:2-Ausgleichstreffer (Endstand 3:2 für Napoli). Es war der erste Auswärtssieg des SSC Neapel bei Juventus Turin seit 21 Jahren.
Am 16. Januar 2010 wurde bekannt gegeben, dass Dátolo bis zum Saisonende an den griechischen Verein Olympiakos Piräus verliehen wird. Die Griechen besaßen zudem eine Kaufoption auf den Mittelfeldakteur.
Dátolo absolvierte bis zum Saisonende sieben Begegnungen in der höchsten griechischen Spielklasse und konnte sich nicht für eine feste Verpflichtung empfehlen. Nachdem der Verein die Kaufoption nicht wahrnahm, wurde Dátolo erneut ein Bestandteil eines Leihgeschäfts und daraufhin beim spanischen Erstligisten Espanyol Barcelona für eine Spielzeit geparkt. Dem Verein wurde zudem eine Möglichkeit der dauerhaften Verpflichtung des Mittelfeldakteurs zugesichert. Diese Kaufoption wurde letztendlich auch wahrgenommen, doch nachdem Dátolo nur fünf Ligaspiele absolvierte, wurde er im Winter 2012 an den Internacional Porto Alegre verkauft. Bei dem Klub blieb er bis August 2013, dann wechselte er zu Atlético Mineiro. Mit dem Klub konnte er u. a. die Copa do Brasil 2014 gewinnen. Zur Saison 2017 wechselte er zunächst zum EC Vitória. Bereits im Juli verließ Dátolo den Klub wieder und kehrte in seine Heimat zu seinem Jugendklub Banfield zurück. Zur Saison 2022 wechselte der Spieler zu Tristán Suárez in die zweite Liga.

### In der Nationalmannschaft
Am 22. Juli 2009 wurde Jesús Dátolo für das Freundschaftsspiel gegen Russland erstmals in die argentinische Nationalmannschaft berufen. 36 Sekunden nach seiner Einwechslung erzielte er sein erstes Tor in der Nationalmannschaft. Am 5. September 2009 im WM-Qualifikationsspiel gegen Brasilien erzielte Dátolo aus der Distanz den Anschlusstreffer für die Albiceleste.
Er wurde von Nationaltrainer Diego Maradona in den provisorischen Kader für die Endrunde an der Fußball-Weltmeisterschaft 2010 nominiert, jedoch im endgültigen argentinischen Aufgebot nicht berücksichtigt.

## Erfolge
Boca Juniors
- Copa Libertadores: 2007
- Recopa Sudamericana: 2006, 2008
- Argentinischer Meister: Apertura 2008

Internacional
- Staatsmeisterschaft von Rio Grande do Sul: 2012, 2013

Atlético Mineiro
- Copa do Brasil: 2014
- Recopa Sudamericana: 2014
- Staatsmeisterschaft von Minas Gerais: 2015